# Фермид (Кентаки)
Фермид (енгл. Fairmeade) град је у америчкој савезној држави Кентаки.

## Демографија
По попису из 2000. године број становника је 264.
| Група             | 2000.       | 2010.    |
| Белци             | 257 (97,3%) | 0 (0,0%) |
| Афроамериканци    | 3 (1,1%)    | 0 (0,0%) |
| Азијати           | 3 (1,1%)    | 0 (0,0%) |
| Хиспаноамериканци | 0 (0,0%)    | 0 (0,0%) |
| Укупно            | 264         | 0        |